# Riksväg 400
Riksväg 400 (norska: Riksvei 400) är en riksväg i Larviks kommun i Vestfold fylke i sydöstra Norge som går mellan färjeläget vid hamnområdet Revet i staden Larvik och Europaväg 18 vid byn Bommestad. Vägen är 5,9 kilometer lång och asfalterad.

## Anslutningar
Riksväg 400 ansluter till:
- Fylkesväg 303 (vid Larvik)
- Europaväg 18 (vid Bommestad)
- Fylkesväg 40 (vid Bommestad)